# Sylvie Fréchette
Sylvie Fréchette (Montréal, 27 giugno 1967) è una sincronetta canadese.

## Biografia
Dopo un ottimo esordio alle competizioni internazionali, trovò poco prima della sua partecipazione alle olimpiadi di Barcellona (Spagna) del 1992 il suo fidanzato e manager Sylvain Lake morto, commettendo suicidio.
Partecipò in ogni caso alle competizioni dei Giochi della XXV Olimpiade vincendo inizialmente la medaglia d'argento al solo mentre l'oro andò alla statunitense Kristen Babb-Sprague ma nelle votazioni della canadese ci fu un errore del giudice brasiliano Ana Maria da Silveira che avrebbe premuto il pulsante errato (voleva votare con 9.7 e non un 8.7 come invece fece), e anche se subito si accorse dell'errore e volle rimediare ciò non fu possibile. Dopo anni, grazie agli sforzi di Dick Pound, anche lei ottenne la stessa medaglia d'oro senza che fosse tolta a Kristen Babb-Sprague.
Sempre nelle olimpiadi in squadra ebbe una medaglia d'argento ai Giochi della XXVI Olimpiade, fra le compagne Karen Clark, Janice Bremner e Karen Fonteyne
Ai campionati mondiali di nuoto 1991 ottenne una medaglia d'oro nel solo con 201,013, ai X Giochi panamericani una medaglia d'argento nel solo con 188.184. In totale vinse 45 titoli internazionali fra eventi singoli e figure.

## Riconoscimenti
- International Swimming Hall of Fame 2003[2]
- Canadian Olympic Order, 1994
- Meritory Service Cross of Canada  1993